# Brewster F2A Buffalo
Il Brewster F2A Buffalo era un aereo da caccia, monoplano e monomotore, statunitense, sviluppato a metà degli anni trenta dalla Brewster Aeronautical Corporation.
Fu il primo caccia monoplano ed il primo interamente metallico della United States Navy. Venne esportato anche in Finlandia, Australia, Paesi Bassi, Nuova Zelanda e Regno Unito e trovò impiego nel corso della seconda guerra mondiale.

## Storia del progetto
Nei primi anni trenta la US Navy iniziò a valutare la necessità di sostituire i caccia in servizio da più lungo tempo nelle unità della propria flotta. Già nel giugno 1933 era stato introdotto il nuovo Grumman FF, un caccia biplano biposto che aveva introdotto nella sua progettazione la nuova tecnologia del carrello d'atterraggio retrattile, tuttavia, il 15 novembre 1935 il Bureau of Aeronautics (BuAer) emise nuovamente una specifica per la fornitura di un nuovo e più efficiente modello.
Alla richiesta rispose la Grumman che in quel momento era impegnata nella produzione del biplano F2F e nello sviluppo dell'F3F, un ulteriore nuovo modello derivato dall'FF-1 che manteneva, affinandola con una cabina di pilotaggio chiusa, l'impostazione generale del suo predecessore dalla configurazione alare biplana.
La proposta della Grumman fu per una successiva evoluzione dell'FF, che si discostava dall'F3F per le misure leggermente inferiori ma che era destinato a ricevere una motorizzazione di maggior potenza.

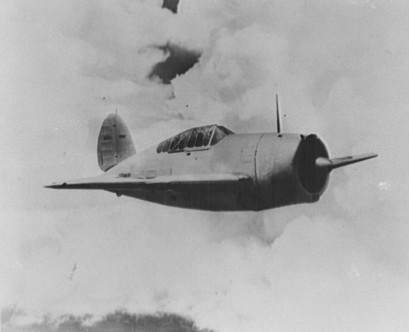
Un Buffalo della serie F2A-1, in volo.

Il BuAer, pur valutando soddisfacente tale proposta (richiese infatti la fornitura di un prototipo per le valutazioni assegnandogli la designazione ufficiale XF4F-1) volle nel contempo assicurarsi un possibile sostituto interpellando anche la Brewster Aeronautical Corporation. Questa, in controtendenza rispetto alla Grumman, avviò lo sviluppo di un modello con velatura monoplana ritenendo che una simile configurazione fosse da considerarsi più vantaggiosa. La proposta attirò l'attenzione della US Navy che, anche in questo caso, ordinò la costruzione del prototipo designandolo XF2A-1.
Venutine a conoscenza, i direttori dell'ufficio di progettazione della Grumman, Dick Hutton e Bill Schwendler, intuirono che la proposta concorrente risultava più interessante e trasformarono rapidamente il loro progetto da biplano ad una configurazione monoplana ad ala media, designandolo Model G-18 e riproponendolo alla marina: questa accettò la modifica nel luglio del 1936, variandone la designazione in XF4F-2.
Il Grumman fu il primo dei due velivoli ad essere portato in volo, il 2 settembre 1937, seguito dal Brewster XF2A-1 il 2 dicembre di quello stesso anno. La US Navy effettuò le prove valutative dei due caccia nei primi mesi del 1938 presso la Naval Support Facility Anacostia, nei dintorni di Washington. La macchina della Grumman si rivelò fin dai primi voli, afflitta da una congenita tendenza al surriscaldamento del motore. Tale problema finì per provocare un malfunzionamento durante il volo dell'11 aprile con conseguente necessità di un atterraggio forzato in un campo coltivato, conclusosi con il cappottamento del velivolo. Il pilota uscì dall'incidente senza serie ferite, ma il velivolo risultò gravemente danneggiato e dovette essere rispedito in fabbrica per la riparazione. Questo, unito ad altri inconvenienti accusati dall'XF4F-2, determinò (nel giugno 1938) la decisione di selezionare l'XF2A-1 cui venne ufficialmente assegnato il nome Buffalo; seguì la stipula di un contratto per la fornitura di 54 esemplari, le cui consegne ai reparti ebbero inizio dopo circa dodici mesi.
Lo sviluppo del Buffalo procedette immediatamente con lo studio di una nuova versione, dotata di motore più potente, di elica di maggiore efficienza e di altre modifiche strutturali di dettaglio. Questa seconda versione venne ordinata dall'US Navy (che la identificò come F2A-2) già all'inizio del 1939 in 43 esemplari (quando ancora non erano stati consegnati gli esemplari della prima versione).
Fece seguito una terza versione (F2A-3) il cui primo ordine pervenne nel gennaio del 1941, caratterizzata dall'incremento della sicurezza passiva per il pilota, ottenuto tramite l'inspessimento della corazzatura e l'impiego di vetratura blindata. Quest'ultima versione del Buffalo (sigla di fabbrica B-339) venne ordinata anche dall'olandese Koninklijke Luchtmacht, dotata di una differente versione del motore.
La produzione del Buffalo terminò nel marzo del 1942, dopo il completamento del ventesimo esemplare di quest'ultima versione.

## Tecnica

### Cellula
Il Buffalo era un monoplano ad ala media, di struttura interamente metallica. Inizialmente le superfici di controllo erano rivestite in tela, soluzione successivamente abbandonata in favore di rivestimento metallico. Gli impennaggi erano di tipo classico.
La fusoliera era di ampia sezione circolare in rapporto all'allungamento, elemento che conferiva al velivolo un aspetto piuttosto tozzo; il carrello d'atterraggio era di tipo triciclo posteriore con gli elementi principali che, imperniati al centro delle semiali, si ritraevano verso l'interno in alloggiamenti ricavati nella parte anteriore della fusoliera, anteriormente alla cabina di pilotaggio. Nel terminale di coda era alloggiato il gancio d'arresto utilizzabile nelle manovre d'appontaggio sulle portaerei.
Altra caratteristica peculiare del velivolo era rappresentata dall'abitacolo di ampie dimensioni, sovrastato da una generosa vetratura con apertura scorrevole all'indietro.

### Motore

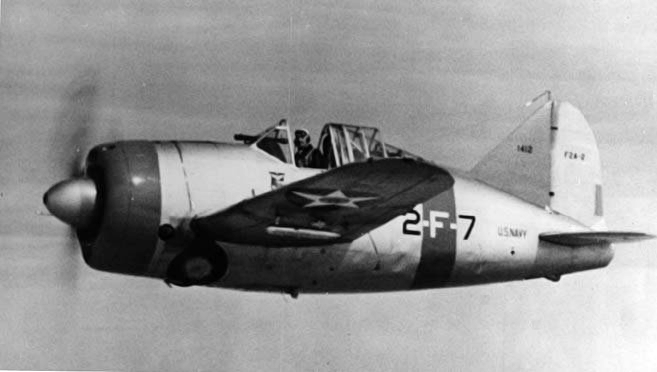
Un esemplare di Buffalo F2A-2, con le insegne dell'US Navy.

L'apparato propulsivo del Buffalo fu costituito, durante tutto il processo di sviluppo, dal motore radiale a 9 cilindri Wright Cyclone che venne installato in diverse versioni, di sempre maggiore potenza: si passò dai 923 hp del prototipo XR-1820-22 (installato sull'XF2A-1) fino ai 1 200 delle versioni R-1820-40 e GR-1820-G205A che equipaggiarono l'ultima versione del Buffalo, rispettivamente nella configurazione per l'US Navy ed in quella per la Koninklijke Luchtmacht. Come evidenziato dal prefisso G della sigla identificativa, alcune versioni impiegate erano dotate di riduttore (dall'inglese Geared) sull'asse di trasmissione dell'elica.

### Armamento
L'armamento installato sul prototipo era costituito da due mitragliatrici alloggiate in fusoliera davanti alla cabina di pilotaggio e sparanti, mediante sincronizzatore, attraverso il disco dell'elica: una aveva calibro 0.30 in (7,7 mm) e l'altra 0.50 in (12,7 mm). Nelle ali potevano (a scelta del richiedente) essere alloggiate altre due mitragliatrici da 0.50 in.
La prima versione prodotta in serie venne realizzata con le sole due mitragliatrici nel muso ma, a partire dagli esemplari realizzati dalla primavera del 1940, vennero installate anche le due mitragliatrici alari; sui velivoli acquistati dalla Finlandia vennero installate (sia nel muso che nelle ali) mitragliatrici Spandau (di costruzione tedesca) calibro 13,2 mm. A partire dalla versione F2A-2, la soluzione con quattro mitragliatrici divenne lo standard produttivo.
Nella versione F2A-3 vennero installati ganci subalari (uno per semiala) per il trasporto di due bombe da 100 lb (pari a 45 kg).

## Impiego operativo
Nel corso della loro carriera i Buffalo, nelle diverse versioni, vennero utilizzati da numerose forze armate, su diversi fronti e con risultati molto diversi tra loro.
Le fonti verificabili riportano con frequenza che la causa principale degli insuccessi del Buffalo fosse riconducibile al suo peso, indicato come eccessivo rispetto alla potenza disponibile; in tal senso anche l'incremento della potenza ottenuto mediante l'installazione di nuove versioni del propulsore sarebbe risultato vanificato dalla contemporanea introduzione di modifiche strutturali o nella dotazione degli equipaggiamenti.
Occorre tuttavia segnalare che in alcune occasioni le stesse fonti riportano diverse concause che contribuirono a questi risultati tra loro difformi: tra queste vengono citate prevalentemente l'esperienza dei piloti che impiegavano il velivolo e le caratteristiche dei velivoli avversari, molto diverse tra loro a seconda del teatro d'impiego.

### Regno Unito

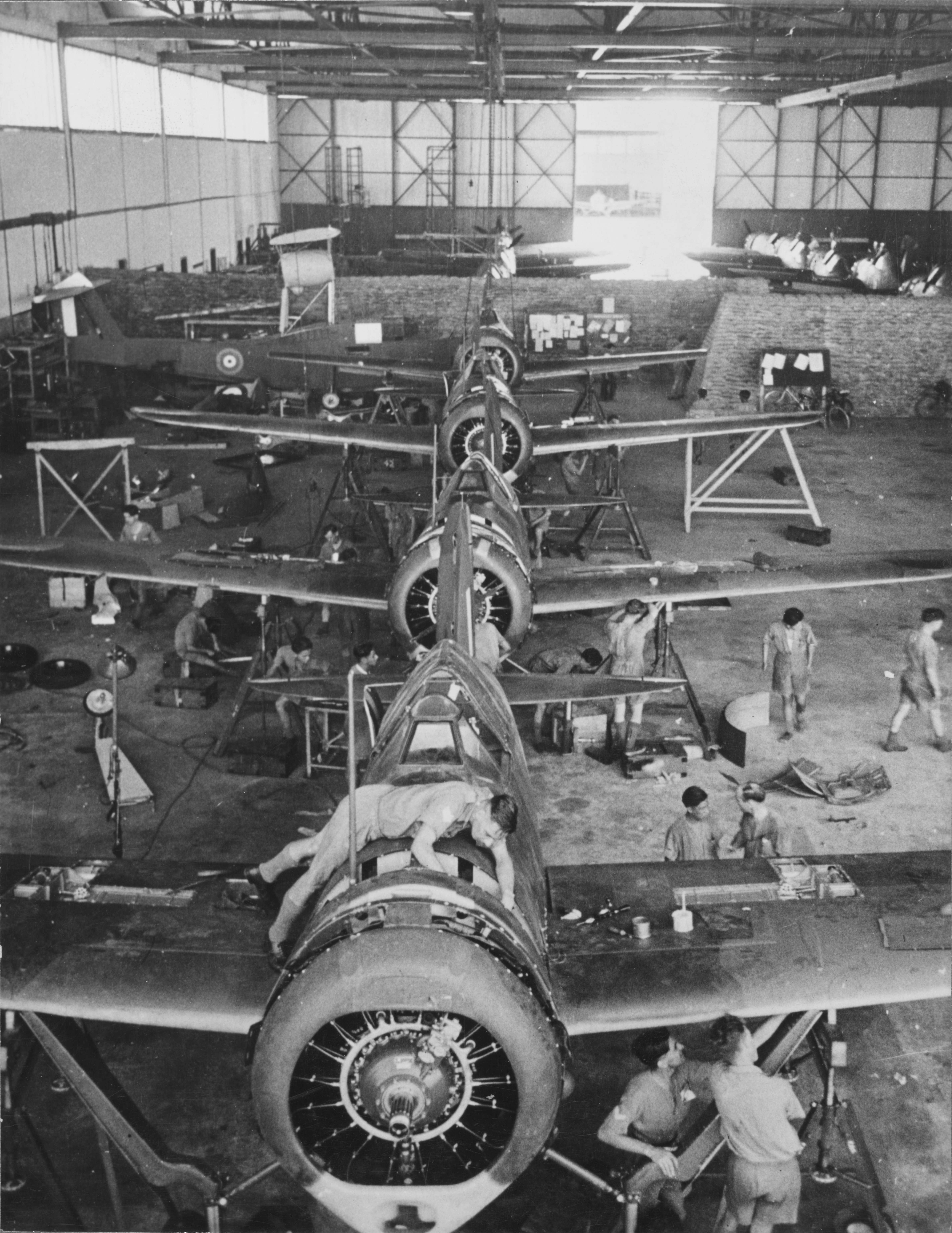
Buffalo Mk.I della RAF vengono assemblati a Singapore dopo il trasferimento via nave dagli USA. Questi esemplari equipaggiarono il 67th Squadron, di base a Kallang nel marzo del 1941.

Il Regno Unito ricevette complessivamente 208 esemplari del Buffalo; tra questi vi furono 38 macchine del Model 339B, inizialmente ordinate dal Belgio, ma che non fu possibile consegnare prima dell'invasione tedesca. I rimanenti 170 esemplari appartenevano al Model 339E (designato dagli inglesi come Buffalo Mk.I), ordinata direttamente alla Brewster. In entrambi i casi si trattava di velivoli dotati di motore leggermente meno potente di quello impiegato dagli esemplari statunitensi (noti come F2A-2) dello stesso modello (1 100 hp anziché 1 200). Il Model 339 era complessivamente più pesante rispetto al precedente Model 239 (negli USA, F2A-1) prevalentemente a causa della maggior blindatura a difesa del pilota.
Ventisei dei trentotto Buffalo inizialmente destinati al Belgio vennero assegnati alla Fleet Air Arm che, affiancandoli a 12 Fairey Fulmar, rese operativo l'805th Squadron. Questi esemplari vennero consegnati tra settembre 1940 e marzo 1941. Il reparto era assegnato alle basi di Dhekelia e Maléme (quest'ultima situata a 16 km ad ovest di La Canea) ed, inoltre, operava dalla portaerei HMS Eagle (94).
L'operatività di questi velivoli non trova precisi riscontri e, in particolare, le fonti reperite non danno indicazione di vittorie contro il nemico. L'impiego dei Buffalo dalle basi cretesi ebbe tuttavia vita breve, poiché l'isola cadde in mano dei tedeschi nel mese di maggio del 1941. Alcuni esemplari di Buffalo vennero trovati abbandonati negli aeroporti, in quanto danneggiati e privi di pezzi di ricambio. I Buffalo della Fleet Air Arm risultano essere rimasti in servizio fino al 1942.
La Royal Air Force, dal canto suo, ritenne che il Buffalo fosse inadeguato all'impiego in Europa, e destinò tutti gli esemplari ricevuti al teatro orientale, dove si trovarono a contrastare le forze giapponesi nel vano tentativo di difendere la penisola malese, Singapore e la Birmania.
In quest'occasione i Buffalo riuscirono ad ottenere alcune vittorie, prevalentemente ai danni di velivoli da bombardamento e di caccia Nakajima Ki-27 o Nakajima Ki-43 ma, per di più, impiegati da piloti considerati scarsamente esperti; ben poco invece poterono contro i più recenti Mitsubishi A6M (ai più noti con il nome in codice di Zero, assegnatogli dagli alleati) che ne decimarono i reparti; i pochi esemplari scampati si aggregarono all'American Volunteer Group che operava dalla Birmania.

### Australia

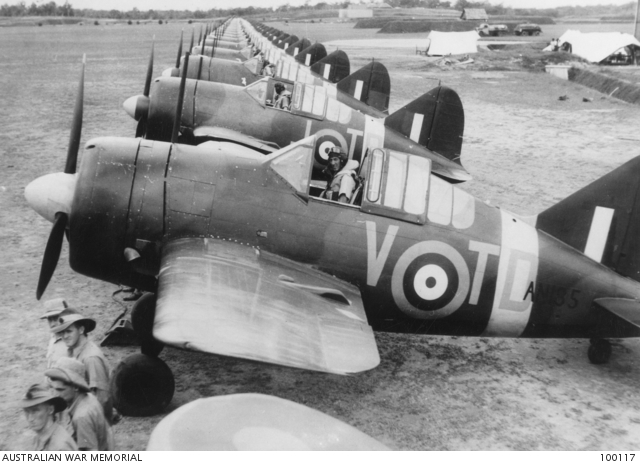
Buffalo del 453rd Squadron della RAAF schierati presso la base di Sembawang, presso Singapore, nel novembre del 1941.

La Royal Australian Air Force ricevette 66 esemplari della serie B339E dagli inglesi ed altri 17 della versione B339-23, facenti parte del secondo lotto ordinato dal governo olandese.
I reparti della RAAF operavano all'epoca direttamente sotto le insegne della RAF, pertanto lo sviluppo della carriera operativa ed i risultati dei Buffalo australiani sono già considerati nel paragrafo precedente.

### Nuova Zelanda
La Royal New Zealand Air Force ricevette complessivamente 27 velivoli della versione 339E. Anche l'aeronautica militare neozelandese operava sotto le insegne della RAF e questi esemplari vennero inquadrati, per la precisione, nel 488th Squadron e, analogamente, le vicende operative si integrano con quelle dell'aeronautica del Regno Unito.

### Paesi Bassi

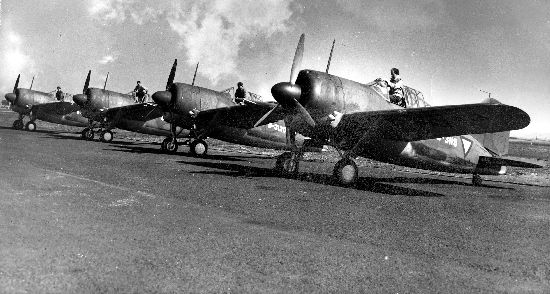
Una serie di Brewster B-339C/D, designazione dei Brewster Buffalo destinati al mercato estero, della ML-KNIL.

I velivoli ordinati dal governo olandese, analogamente a quelli belgi, vennero completati quando ormai la madrepatria era stata invasa dalle truppe tedesche; in questo caso le consegne vennero dirottate verso la Militaire Luchtvaart van het Koninklijk Nederlandsch-Indisch Leger (ML-KNIL), la componente aerea del Koninklijk Nederlandsch-Indisch Leger (KNIL), il Reale esercito delle Indie Orientali Olandesi ovvero l'esercito coloniale che i Paesi Bassi avevano costituito nell'allora colonia delle Indie Orientali Olandesi. Impiegati nella difesa della penisola malese, di Giava, Sumatra e del Borneo anche questi velivoli non ebbero particolare fortuna; pur se alcune fonti riportano che nel corso dei combattimenti i Buffalo olandesi riuscirono comunque ad ottenere un considerevole numero di vittorie, tutti i velivoli vennero progressivamente annientati dalla caccia nipponica.
Le autorità olandesi ordinarono anche un lotto di venti velivoli appartenente all'ultima versione di produzione (identificata come Model 339-23), equipaggiata con una versione più potente del Wright Cyclone (in grado di erogare la potenza di 1 200 hp); questi velivoli vennero trattenuti dalle autorità statunitensi che, come già detto, ne trasferirono 17 all'aeronautica australiana.

### Finlandia

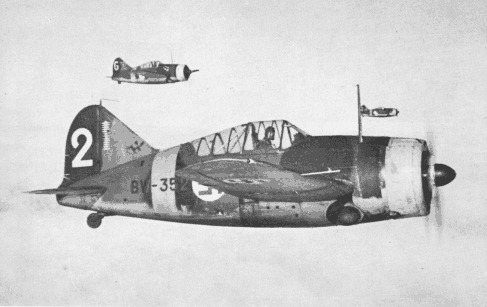
Formazione di Buffalo finlandesi in volo.

Nel giugno del 1939 la Brewster iniziò le consegne dei primi esemplari della versione F2A-1 all'US Navy. Dei 54 velivoli che costituivano il primo ordine di serie, 9 vennero assegnati al VF-3 Squadron imbarcato sulla USS Saratoga (CV-3), mentre 44 vennero dichiarati surplus e venduti al governo finlandese. Questi velivoli furono quindi i primi Buffalo impiegati in azioni di guerra.
La Finlandia aveva già avanzato un ordine per 66 velivoli di quella che sarebbe divenuta la versione F2A-2, ma si trovò nella necessità di sollecitare la fornitura anticipata dei velivoli a causa del conflitto con l'Unione Sovietica che ebbe inizio nel novembre del 1939. La consegna di questi velivoli e di diverse parti di ricambio alla Suomen ilmavoimat determinò una sorta di scambio con la US Navy cui vennero successivamente consegnati gli F2A-2 inizialmente ordinati dai finlandesi.
Dal punto di vista tecnico i velivoli impiegati dai finlandesi vennero privati di tutti gli equipaggiamenti previsti per l'impiego dalle portaerei (costituiti principalmente dal gancio d'arresto e dal gommone di salvataggio disposto dietro al sedile del pilota) mentre modifiche minori riguardarono l'armamento; allo stesso tempo questi velivoli furono dotati di una versione leggermente più potente del Wright Cyclone (950 hp contro i 940 della versione consegnata all'US Navy), risultando pertanto contemporaneamente più leggeri e potenti degli esemplari impiegati dalle altre forze armate.
La consegna dei velivoli avvenne nei primi mesi del 1940, al termine della prima fase della guerra contro i sovietici; in queste prime fasi del conflitto non risultano particolari operazioni o abbattimenti di velivoli nemici. Alla ripresa delle ostilità, nella fase indicata come guerra di continuazione nel più ampio contesto della seconda guerra mondiale, la Finlandia si era alleata con la Germania; a partire dal giugno del 1941, nella parte più settentrionale del fronte, i Buffalo vennero accreditati di successi strepitosi riassumibili in 482 abbattimenti (altra fonte indica 496 vittorie a fronte di sole 19 perdite).
Il maggior numero di vittorie venne conseguito all'inizio della guerra, quando gli avversari più frequenti dei Buffalo erano i caccia sovietici Polikarpov I-15 ed I-153 ed i bombardieri Tupolev ANT-40. Più tardi negli anni, quando i reparti della V-VS furono equipaggiati con i caccia "autoctoni" Yakovlev Yak-3 e Yak-7, LaGG-3, La-5, MiG-3 e con i velivoli forniti dagli alleati (prevalentemente Hawker Hurricane e Curtiss P-40), i numeri delle vittorie si fecero più esigui ed i Buffalo vennero in parte sostituiti da velivoli tedeschi (Messerschmitt Bf 109) consegnati prima che la Finlandia cambiasse schieramento con la pace separata del 1944 che portò alla guerra di Lapponia. Dopo tale data i Buffalo finlandesi vennero accreditati dell'abbattimento di due Junkers Ju 87 Stuka, in assoluto le ultime vittime dei Buffalo nel corso della seconda guerra mondiale.
In base ai numeri di vittorie risultanti dalle fonti citate, sono ben 36 i piloti finlandesi che acquisirono lo status di asso volando sui Buffalo (ad esempio Jorma Karhunen), a testimonianza di un successo che per il caccia statunitense non trova riscontro negli altri teatri operativi del secondo conflitto mondiale.
Al termine della guerra cinque esemplari di Buffalo rimasero in servizio con la Suomen ilmavoimat fino all'ultimo volo, effettuato il 14 settembre del 1948.

### Stati Uniti
Le consegne all'US Navy dei velivoli della versione F2A-2 iniziarono nel settembre del 1940 (i velivoli della versione F2A-1, come già detto, vennero consegnati l'anno precedente ma successivamente ceduti alla Finlandia). Oltre al già citato reparto VF-3, i Buffalo vennero assegnati al VF-2 basato sulla USS Lexington (CV-2) sulla quale prestarono servizio tra il settembre 1941 ed il gennaio 1942. Successivamente tutti i Buffalo dell'US Navy vennero ceduti allo United States Marine Corps che li assegnò a reparti basati a terra. Sotto queste nuove insegne i Buffalo statunitensi videro per la prima volta il combattimento: fu il 4 giugno del 1942, nel corso della battaglia delle Midway.
Dei 19 velivoli (appartenenti al VFM-221) che presero parte ai combattimenti, solamente 6 fecero ritorno alla base e questo primo episodio rappresentò anche la fine della carriera operativa di prima linea dei Buffalo statunitensi che vennero successivamente dismessi.

## Versioni
- Model 39: modello proposto al concorso del 1935.
- Model 139: prototipo; portato in volo per la prima volta il 2 dicembre 1937. Classificato dall'US Navy con la sigla XF2A-1.
- Model 239: prima versione prodotta in serie; 55 esemplari costruiti inizialmente per l'US Navy (codifica F2A-1). Erano dotati di 2 mitragliatrici calibro 12,7 mm nelle ali, oltre alle 2 nel muso, ma cedimenti nel carrello consigliarono di toglierle per ridurre il peso. Il motore era un Wright XR-1820-22 Cyclone da 940 cavalli. In un secondo tempo 44 esemplari vennero girati alla Finlandia: prima della consegna vennero dotati di motore da 950 hp e denavalizzati togliendo tutti gli equipaggiamenti superflui.
- Model 339: seconda versione produttiva, con impiego del motore R-1820 da 1 200 hp e reintroduzione delle mitragliatrici alari; il prototipo (XF2A-2) di questa versione fu l'esemplare XF2A-1 modificato e volò per la prima volta nel luglio del 1939. Versione della quale furono costruiti 43 esemplari per l'US Navy (che assunsero la denominazione di F2A-2) in sostituzione di quelli precedentemente ceduti alla Finlandia.
  - Model 339B: versione ordinata dal Belgio in 40 esemplari; motore da 1 100 cavalli e 4 mitragliatrici da 12,7 mm. Solo 2 esemplari vennero consegnati prima della caduta del Belgio, i rimanenti vennero assegnati al Regno Unito che li assegnò in parte alla Royal Air Force ed in parte alla Fleet Air Arm.
  - B-339C: versione export quasi identica alla precedente per il governo olandese in esilio; venne destinata ai reparti operativi nelle Indie Olandesi. Furono consegnati 24 esemplari.
  - B-339D: 48 aerei per il governo olandese in esilio; alcuni ebbero blindovetri, serbatoi autostagnanti e altre modifiche minori, per il resto rimanevano invariati rispetto alla versione C.
  - B-339E: 170 macchine per gli inglesi (designate Buffalo Mk.I); le principali modifiche riguardarono la corazzatura e l'adeguamento ai requisiti inglesi.
  - Model 339-23: 108 macchine per l'US Navy, identificate come F2A-3; secondo i dati raccolti, si trattò della versione con il peso più elevato; era dotata di motore Cyclone da 1 200 hp, maggior capacità dei serbatoi di carburante e ganci subalari per due bombe da 100 lb. Di questa versione vennero costruite anche 20 macchine destinate al governo olandese (dotate di motore leggermente diverso anche se di pari potenza).
- XF2A-4: singolo esemplare appartenente alla versione F2A-3 dotato di abitacolo pressurizzato; la modifica non ebbe alcuno sviluppo produttivo.

I dati sulle versioni sono tratti da www.uswarplanes.net.

## Sviluppi correlati

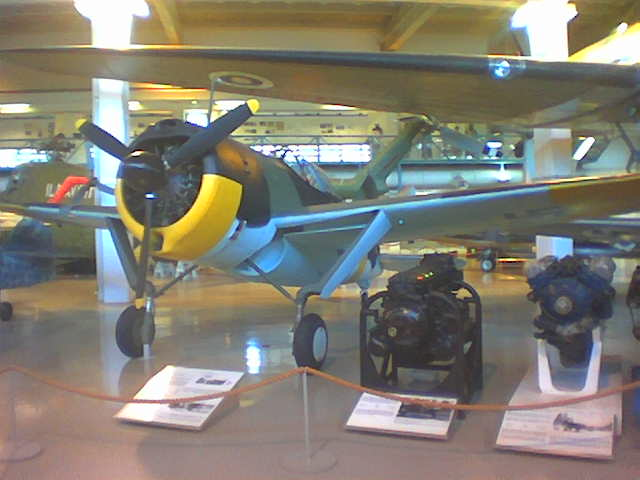
Una foto del VL Humu esposto all'Aviation Museum of Central Finland.

Con l'intento di replicare il successo ottenuto con l'impiego del Buffalo, l'azienda statale finlandese Valtion lentokonetehdas (già produttrice del Myrsky) tentò di produrne una versione realizzata in proprio. Il nuovo velivolo battezzato VL Humu (dal finlandese, vortice) era sostanzialmente la riproduzione del Buffalo con struttura della fusoliera in metallo, ma rivestimento e ali completamente in legno (data la scarsità, all'epoca, delle materie prime metalliche). Il motore impiegato sull'unico esemplare realizzato era un radiale sovietico Shvetsov ASh-62 acquistato in Germania in grado di erogare 1 000 CV di potenza.
Il peso finale, maggiore di quanto programmato, e la potenza disponibile fecero in modo che lo sviluppo e la prevista realizzazione di 90 esemplari venissero definitivamente abbandonati.
L'unico esemplare di VL Humu, con la matricola HM-671, è conservato all'Aviation Museum of Central Finland di Tikkakoski (nei pressi di Jyväskylä).

## Utilizzatori
Australia
- Royal Australian Air Force

 Belgio
- Aviation militaire (ricevette due soli esemplari, prima della capitolazione; nessun impiego in operazioni)

 Finlandia
- Suomen ilmavoimat

 Nuova Zelanda
- Royal New Zealand Air Force

 Paesi Bassi
- Koninklijke Luchtmacht

 Regno Unito
- Fleet Air Arm
- Royal Air Force

 Stati Uniti
- United States Army Air Force (impiegò alcuni esemplari ex olandesi, scampati alla distruzione)
- United States Marine Corps
- United States Navy

## Codice identificativo
In base al complesso sistema di designazione dei velivoli utilizzato dall'US Navy, la Brewster (fondata all'inizio degli anni trenta) ereditò il codice identificativo A dall'azienda General Aviation Manufacturing Corporation che, nel 1934 confluì nella North American Aviation.
Poiché il Buffalo era il primo aereo da caccia prodotto dalla Brewster, sarebbe stato lecito attendersi che il nome fosse FA Buffalo; tuttavia, poiché già in passato la sigla FA era stata attribuita ad un progetto della General Aviation (per la precisione si trattò del General Aviation XFA, un caccia biplano rimasto allo stato di prototipo) il Buffalo assunse la designazione nota di F2A.

## Modellismo
- (EN) F2A Buffalo, su Cybermodeler Online, http://www.cybermodeler.com, 16 luglio 2010. URL consultato l'11 dicembre 2010 (archiviato dall'url originale il 1º dicembre 2010).
- (EN) Jaroslaw Kierat, Buffalo Warrior, su Internet Modeler, http://www.internetmodeler.com. URL consultato l'11 dicembre 2010.